# Miðvágur

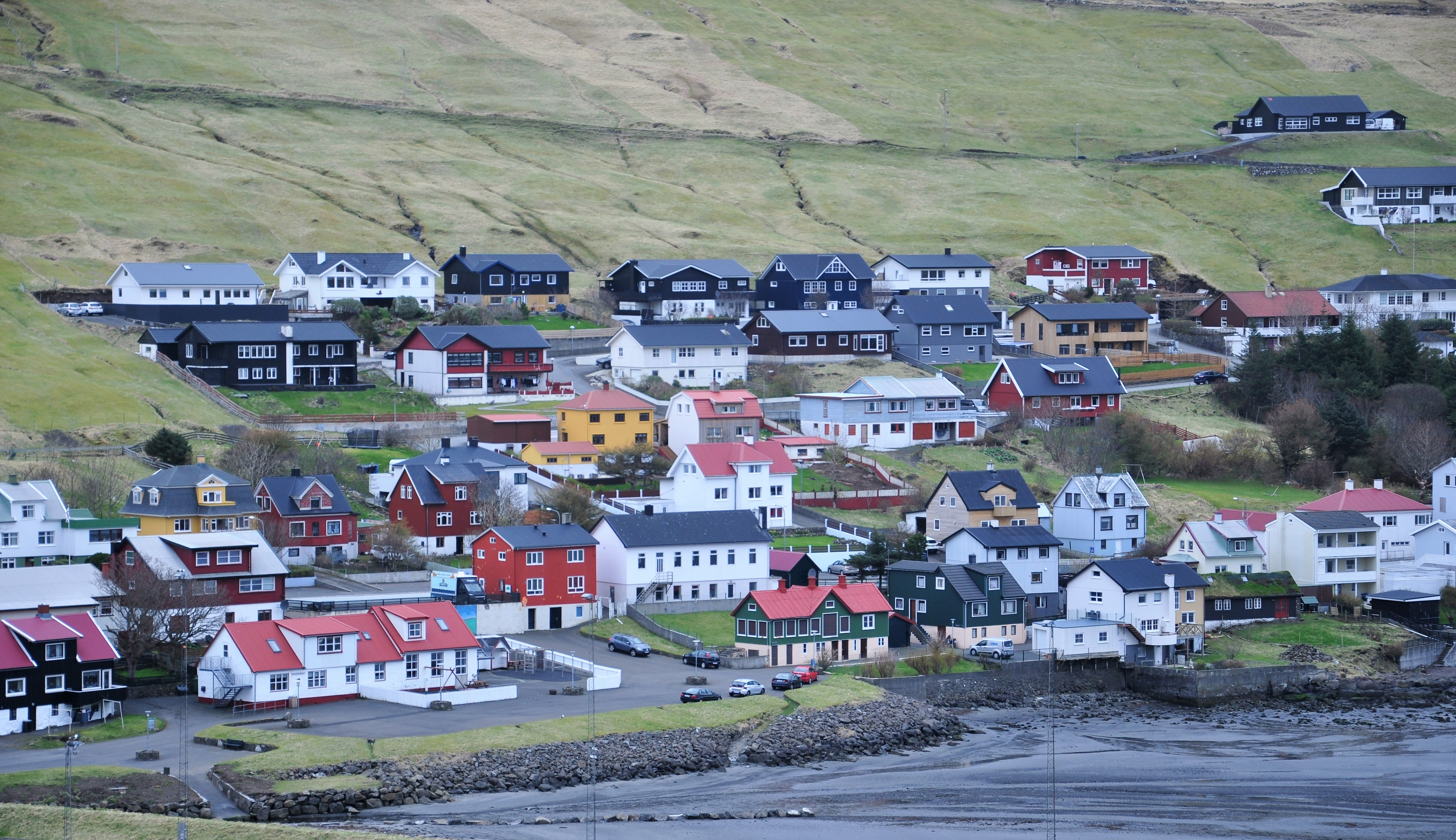
Miðvágur

Miðvágur (IPA: ˈmiːvɔavuɹ], danska: Midvåg) är en mindre stad på Färöarna, belägen i Vágars kommun på ön Vágar. Miðvágur var centralort i den tidigare egna kommunen, men vid kommunreformen 2009 bildades den nya Vágars kommun, där den också är centralort. Vid folkräkningen 2015 hade Miðvágur 1 074 invånare.
Staden ligger på den södra delen av ön och är öns centrum, med bland annat en polisstation. Den har varit bebott sedan vikingatiden. Här fanns tidigt också en lokal tingsplats, det så kallade várting. Här bodde prästfrun Beinta Broberg, som fick smeknamnet Den onda Bente och som Jørgen-Frantz Jacobsen skildrat i romanen Barbara.
Annexgården Kálvalíð, beläget på nordsidan, är det äldsta huset i samhället och en av de äldsta på Färöarna. Den används numera som lokalt museum.
Orten klassas som en av de bästa platserna för Grindadráp, beroende dels på fjordens utformning, dels på den breda sandstranden. År 1899 slaktades en flock på 1 300 pilotvalar, det är det största som någonsin fångats.
I Miðvágur finns företaget Oilwind som producerar och exporterar fiskeutrustning, som snella (plural: snellur), en vidareutveckling av det trafitionella färöiska fiskehjulet som monteras på sidan av båten. Denna nya version är datorstyrd och drar själv upp repen och ger alarm om det finns tillräckligt med fisk på krokarna.
Miðvágur delar en årlig fest, Vestanstevna, tillsammans med orterna Vestmanna, Sandavágur och Sørvágur. Stadsfesten är ett slags "mini-Ólavsøka" och hålls i början av juli.

## Befolkningsutveckling
| Befolkningsutvecklingen i Miðvágur 1985–2015 | Befolkningsutvecklingen i Miðvágur 1985–2015 | Befolkningsutvecklingen i Miðvágur 1985–2015 | Befolkningsutvecklingen i Miðvágur 1985–2015 | Befolkningsutvecklingen i Miðvágur 1985–2015 |
| -------------------------------------------- | -------------------------------------------- | -------------------------------------------- | -------------------------------------------- | -------------------------------------------- |
|                                              |                                              |                                              |                                              |                                              |
| År                                           |                                              |                                              | Folkmängd                                    |                                              |
| 1985                                         | 1985                                         |                                              | 1 027                                        |                                              |
| 1990                                         | 1990                                         |                                              | 1 032                                        |                                              |
| 1995                                         | 1995                                         |                                              | 912                                          |                                              |
| 2000                                         | 2000                                         |                                              | 914                                          |                                              |
| 2005                                         | 2005                                         |                                              | 1 036                                        |                                              |
| 2010                                         | 2010                                         |                                              | 1 064                                        |                                              |
| 2015                                         | 2015                                         |                                              | 1 074                                        |                                              |
|                                              |                                              |                                              |                                              |                                              |

## Personligheter
- Beinta Broberg (1667-1752), prästfru, bokunderlag för Barbara.
- Jens Christian Svabo (1746-1824), prästson, skrev den första färöiska ordboken och som förnyade det färöiska språket, med bland annat standardiserad grammatik.
- Joen Pauli Højgaard Ellefsen (1936–), politiker.